# Született feleségek (nyolcadik évad)
A Született feleségek című amerikai filmsorozat nyolcadik évadját az Egyesült Államokban 2011. szeptember 25-én kezdte el vetíteni az ABC. Az évad – amely a széria lezárását jelenti – 23 epizódból áll.
Az utolsó évadot Magyarországon a TV2 vetíti, a már szokásosnak mondható szerda esti időpontban.

## Főszereplők
- Teri Hatcher – Susan Delfino
- Felicity Huffman – Lynette Scavo
- Marcia Cross – Bree Van de Kamp
- Eva Longoria – Gabrielle Solis
- Vanessa L. Williams – Renée Perry
- Ricardo Antonio Chavira – Carlos Solis
- Doug Savant – Tom Scavo
- Brenda Strong – Mary Alice Young
- James Denton – Mike Delfino
- Jonathan Cake – Chuck Vance
- Charles Mesure – Ben Faulkner
- Madison De La Garza – Juanita Solis

### Mellékszereplők
- Joshua Logan Moore – Parker Scavo
- Darcy Rose Byrnes – Penny Scavo
- Mason Vale Cotton – M.J. Delfino
- Kevin Rahm – Lee McDermott
- Kathryn Joosten – Karen McCluskey
- Tuc Watkins – Bob Hunter

### Vendégszereplők
- Daniella Baltodano – Celia Solis
- Max Carver – Preston Scavo
- Charlie Carver – Porter Scavo
- Daniela Bobadilla – Marisa Sanchez
- Orson Bean – Roy Bender
- Andrea Bowen – Julie Mayer
- Harriet Sansom Harris – Felicia Tilman
- Kyle MacLachlan – Orson Hodge
- Joy Lauren  Danielle Van de Kamp
- Steven Culp – Rex Van de Kamp
- Shawn Pyfrom – Andrew Van De Kamp
- Dana Delany – Katherine Mayfair
- Miguel Ferrer – Andre Zeller
- Scott Lawrence – Allen
- Justina Machado – Claudia Sanchez
- Cameron Mathison – Greg Cameron
- Dakin Matthews as Reverend Sykes
- Mark Moses – Paul Young
- Lupe Ontiveros as Juanita "Mama" Solis
- Andrea Parker – Jane
- Sarah Paulson – Lydia Lindquist
- Tony Plana – Alejandro Perez

## Epizódok
A Született feleségek nyolcadik évadának epizódjainak listája:
| #   | Epizód eredeti címe               | Eredeti bemutató     | Epizód magyar címe                    | Magyarországi bemutató |
| --- | --------------------------------- | -------------------- | ------------------------------------- | ---------------------- |
| 1.  | Secrets That I Never Want to Know | 2011. szeptember 25. | A titkok, melyekről jobb nem tudni... | 2012. február 29.      |
| 2.  | Making the Connection             | 2011. október 2.     | Kapcsolatfelvétel                     | 2012. március 7.       |
| 3.  | Watch While I Revise the World    | 2011. október 9.     | Légy óvatos!                          | 2012. március 14.      |
| 4.  | School of Hard Knocks             | 2011. október 16.    | Az élet iskolája                      | 2012. március 21.      |
| 5.  | The Art of Making Art             | 2011. október 23.    | Mesterművészet                        | 2012. március 28.      |
| 6.  | Witch's Lament                    | 2011. október 30.    | Üldözési mánia                        | 2012.április 4.        |
| 7.  | Always in Control                 | 2011. november 6.    | A helyzet ura                         | 2012.április 11.       |
| 8.  | Suspicion Song                    | 2011. november 13.   | A gyanú árnyéka                       | 2012.április 18.       |
| 9.  | Putting It Together               | 2011. december 4.    | Kirakós játék                         | 2012. április 25.      |
| 10. | What's to Discuss, Old Friend     | 2012. január 8.      | Nem mondhatom el senkinek!            | 2012. május 2.         |
| 11. | Who Can Say What's True?          | 2012. január 15.     | Megmondóemberek                       | 2012. május 9.         |
| 12. | What's the Good of Being Good     | 2012. január 22.     | Mire jó jónak lenni?                  | 2012. augusztus 29.    |
| 13. | Is This What You Call Love?       | 2012. február 12.    | Ezt nevezed szerelemnek?              | 2012. szeptember 5.    |
| 14. | Get Out of My Life                | 2012. február 19.    | Tűnj el az életemből!                 | 2012. szeptember 12.   |
| 15. | She Needs Me                      | 2012. március 4.     | Szükség van rá!                       | 2012. szeptember 19.   |
| 16. | You Take for Granted              | 2012. március 11.    | Az élet ajándék                       | 2012. szeptember 26.   |
| 17. | Women and Death                   | 2012.március 18.     | Asszonyok és a halál                  | 2012. október 3.       |
| 18. | Any Moment                        | 2012.március 25.     | Bármelyik pillanatban                 | 2012. október 10.      |
| 19. | With So Little to Be Sure Of      | 2012. április 1.     | Ember tervez                          | 2012. október 17.      |
| 20. | Lost My Power                     | 2012. április 29.    | Hatalmi kérdés                        | 2012. október 24.      |
| 21. | The People Will Hear              | 2012. május 6.       | Nyitott fülek                         | 2012. október 31.      |
| 22. | Give Me the Blame                 | 2012.május 13.       | Engem hibáztass!                      | 2012. november 7.      |
| 23. | Finishing the Hat                 | 2012.május 13.       | Veszem a kalapomat...                 | 2012.november 14.      |

## Fordítás
- Ez a szócikk részben vagy egészben  a   Desperate_Housewives_(season_8) című angol Wikipédia-szócikk fordításán alapul.  Az eredeti cikk szerkesztőit annak laptörténete sorolja fel. Ez a jelzés csupán a megfogalmazás eredetét és a szerzői jogokat jelzi, nem szolgál a cikkben szereplő információk forrásmegjelöléseként.

## Külső hivatkozások
- https://index.hu/kultur/media/2012/06/04/elhunyt_a_szuletett_felesegek_karen_mcclusky-ja/